# Mystacella frontalis
Mystacella frontalis är en tvåvingeart som först beskrevs av Townsend 1915.  Mystacella frontalis ingår i släktet Mystacella och familjen parasitflugor.
Artens utbredningsområde är Texas. Inga underarter finns listade i Catalogue of Life.